# تپه امیربلاغی (آبگرم)
تپه امیر بلاغی مربوط به دوران‌های تاریخی پس از اسلام است و در استان قزوین، شهرستان آوج، بخش آبگرم، روستای قره‌آغاج واقع شده و این اثر در تاریخ ۲۵ خرداد ۱۳۸۱ با شمارهٔ ثبت ۵۷۹۲ به‌عنوان یکی از آثار ملی ایران به ثبت رسیده است.